# Chrysoserica angoris
Chrysoserica angoris är en skalbaggsart som beskrevs av Ahrens 2001. Chrysoserica angoris ingår i släktet Chrysoserica och familjen Melolonthidae. Inga underarter finns listade i Catalogue of Life.